# Xã Rockford, Quận Winnebago, Illinois
Xã Rockford (tiếng Anh: Rockford Township) là một xã thuộc quận Winnebago, tiểu bang Illinois, Hoa Kỳ. Năm 2010, dân số của xã này là 178.527 người.